# Scleria filiculmis
Scleria filiculmis är en halvgräsart som beskrevs av Johann Otto Boeckeler. Scleria filiculmis ingår i släktet Scleria och familjen halvgräs. Inga underarter finns listade i Catalogue of Life.